# Masia Comajoan
La Masia Comajoan és una obra de Rupit i Pruit (Osona) inclosa a l'Inventari del Patrimoni Arquitectònic de Catalunya.

## Descripció
Gran masia de planta rectangular amb coberta a dues vessants i el carener perpendicular a la façana, orientada a migdia. Consta de planta baixa i dos pisos. La façana presenta un gros portal adovellat i emmarcat dins un rectangle que arriba fins a la finestra del damunt. Algunes de les finestres conserven les espieres. Al sector de llevant i a nivell del primer i segon pis s'hi obre un cos de porxos sostinguts per pilars, un mur envolta aquest sector fins a arribar a un altre cos de la casa cobert a dues vessants i amb portal d'arc de mig punt. La part de ponent de la façana presenta algunes reformes de construcció recent. Està construïda amb pedra sense polir unida amb morter i els elements de ressalt són construïts amb pedra picada.

## Història
Al fogatge de l'11 d'octubre de 1553 de la parròquia i terme de Sant Llorenç Dosmunts apareix el nom de JOAN QUOME JOAN, nom que es refereix segurament a aquest mas.
Es troba sota el cingle d'Aiats i al peu del Camí Ral de Vic a Olot, se'n tenen notícies des del segle xiii. Anys més tard fou reformat com indiquen alguns elements constructius de la masia, així en una finestra hi trobem la data de 1780 i el portal de l'extrem de ponent de la façana duu la data de 1906 amb les inicials JVO.